# Azohydromonas australica
Azohydromonas australica es una bacteria gramnegativa del género Azohydromonas. Fue descrita en el año 2005. Su etimología hace referencia a Australia. Es aerobia y móvil por flagelación perítrica. Tiene un tamaño de 1,1-1,4 μm de ancho por 1,6-2,4 μm de largo. Forma colonias grises, redondas y opacas. Temperatura de crecimiento entre 15-42 °C, óptima de 30-35 °C. Catalasa y oxidasa positivas. Tiene un contenido de G+C de 70,4%. Se ha aislado del suelo en Australia.